# リュウキュウハナイカダ

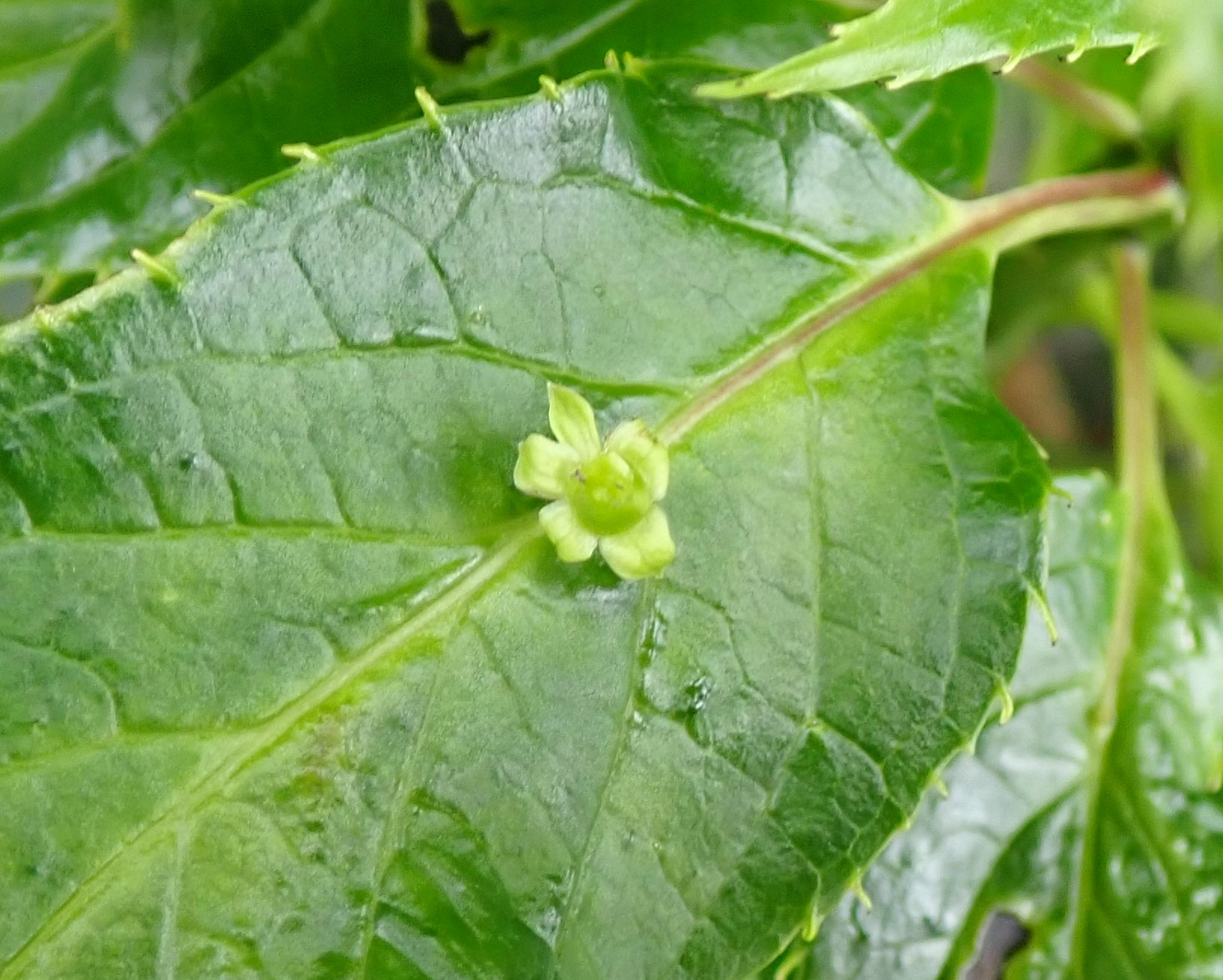
雌花（2025年1月 沖縄県本部町）

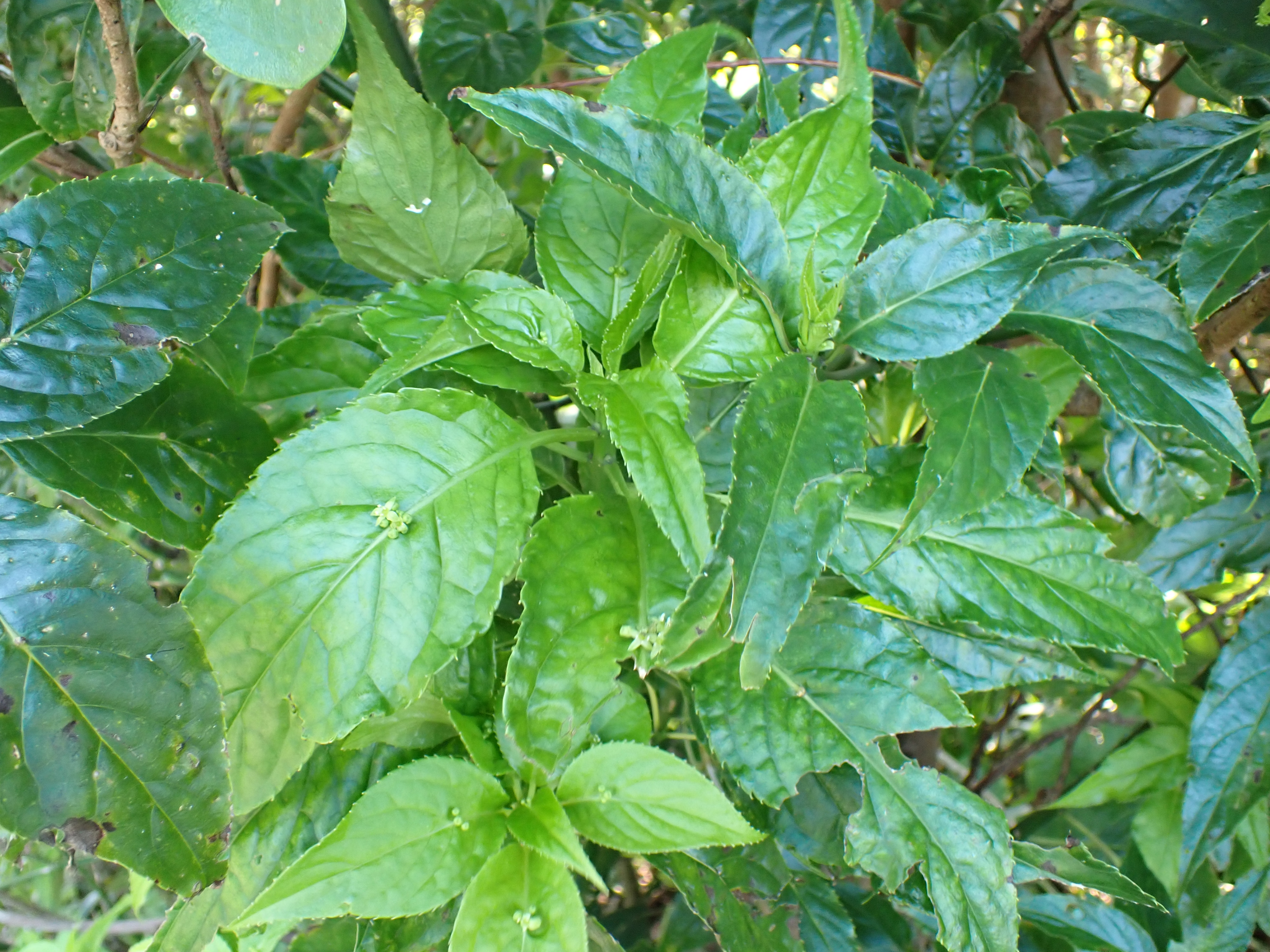
樹姿（2024年10月 沖縄県本部町）

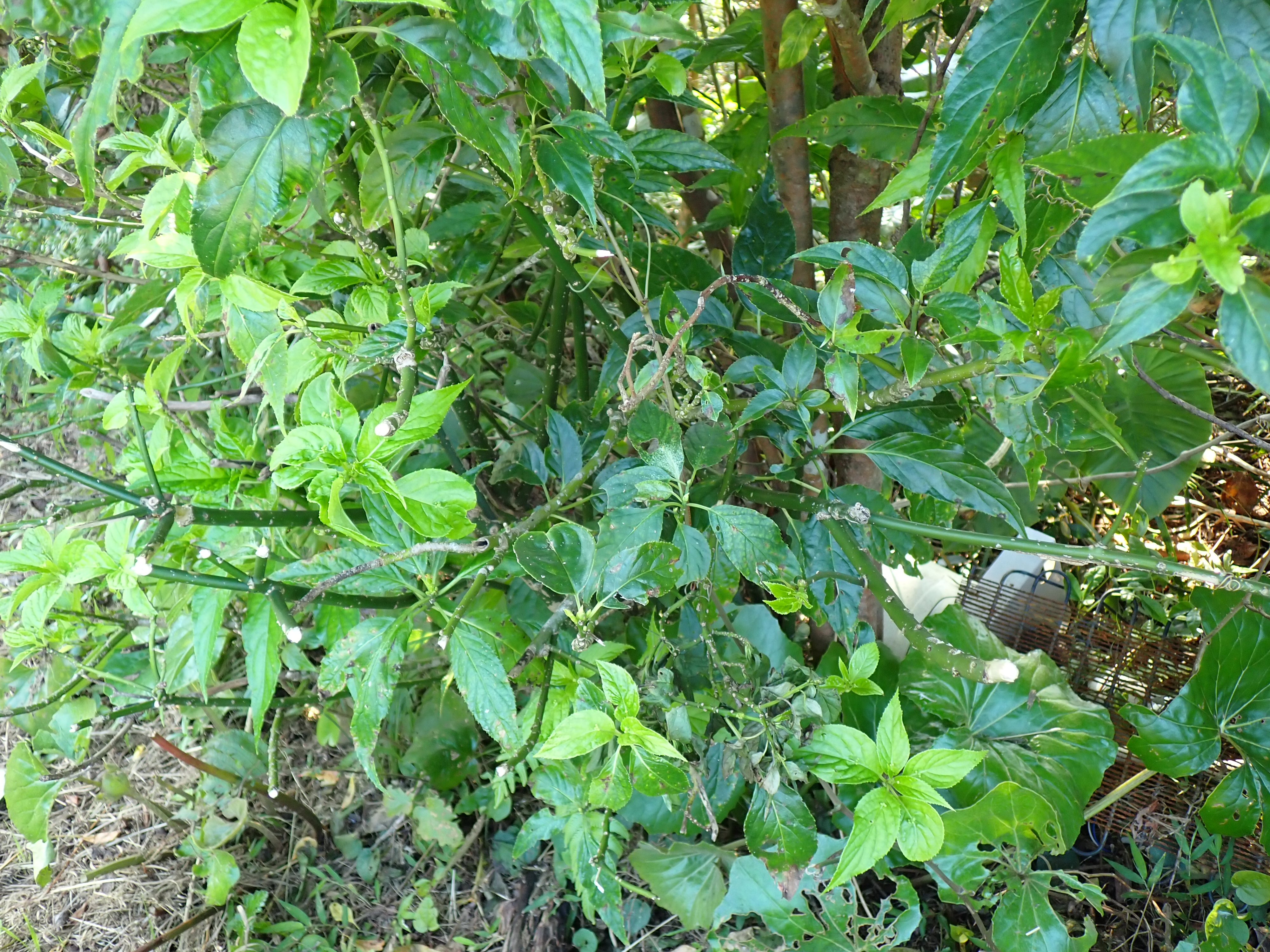
緑色の幹（2024年10月 沖縄県本部町）

リュウキュウハナイカダ（琉球花筏、学名：Helwingia japonica subsp. liukiuensis）　　はモチノキ目ハナイカダ科（旧ミズキ科）ハナイカダ属の半落葉またはほぼ常緑の低木。本州～九州に分布するハナイカダの亜種。環境省準絶滅危惧、鹿児島県準絶滅危惧。

## 特徴、利用
高さ1–3 m。雌雄異株。若い枝は緑色で無毛。葉は単葉で互生し、長さ7–18 cm、枝先に集まってつく。葉の基部には托葉がある。葉の表面は光沢があり、鋸歯縁で、葉先は尾状に伸びる。ハナイカダに比べて葉の幅が狭く細長い披針形。花や果実は葉の中肋上につき、そこから葉柄までの中肋は太くなっている。雄花・雌花ともに黄緑色で、花期は冬～春。果実は黒色の球形で径5–10 mm、初夏に成熟し、少し甘みがあり可食。ハナイカダの染色体数は2n=114の6倍体だが、本種は2n=38の2倍体。

## 分布と生育環境
南西諸島の奄美大島、徳之島、伊平屋島および沖縄本島に分布。国外では台湾と中国南東部（浙江省、安徽省）に分布。山地の谷沿いや石灰岩地帯の明るく湿った林縁などに生育する。